# Rhinopodisma eminifrontus
Rhinopodisma eminifrontus är en insektsart som först beskrevs av Huang, C. 1981.  Rhinopodisma eminifrontus ingår i släktet Rhinopodisma och familjen gräshoppor. Inga underarter finns listade i Catalogue of Life.